# Llista de participants al Giro d'Itàlia de 2018
El Giro d'Itàlia de 2018 va ser l'edició número 101 del Giro d'Itàlia i es disputà entre el 4 i el 27 de maig de 2018, amb un recorregut de 3 562,9 km distribuïts en 21 etapes, dues d'elles com a contrarellotge individual. La sortida es feia a Jerusalem i finalitzà a Roma.

## Equips participants
Els 18 equips UCI World Tour són automàticament convidats i obligats a prendre part de la cursa. A banda l'organitzador RCS Sport convidà a quatre equips continentals professionals, per acabar formant un gran grup amb 22 equips i 176 ciclistes. La xifra de ciclistes per equip a partir d'aquest any és de 8 per equip, aquesta és la primera gran volta amb la citada novetat. El mateix dia abans de l'inici del Giro entrenant la contrarellotge Kanstantsín Siutsou es va lesionar. En no poder substituir-lo l'equip Bahrain-Merida inicià la cursa amb tan sols set ciclistes i el gran grup fou de 175 corredors.
UCI WorldTeams
- AG2R La Mondiale (ciclistes)
- Astana Qazaqstan Team (ciclistes)
- Bahrain-Merida (ciclistes)
- BMC Racing Team (ciclistes)
- Bora-Hansgrohe (ciclistes)
- Cannondale-Drapac Pro Cycling Team (ciclistes)
- Dimension Data (ciclistes)
- FDJ (ciclistes)
- Katusha Alpecin (ciclistes)
- Team LottoNL-Jumbo (ciclistes)
- Lotto Soudal (ciclistes)
- Movistar Team (ciclistes)
- Orica-Scott (ciclistes)
- Quick-Step Floors (ciclistes)
- Team Sky (ciclistes)
- Team Sunweb (ciclistes)
- Trek-Segafredo (ciclistes)
- UAE Team Emirates (ciclistes)

Equips Professionals Continentals
- Androni Giocattoli-Sidermec (ciclistes)
- Bardiani-CSF (ciclistes)
- Israel Cycling Academy (ciclistes)
- Wilier Triestina-Selle Italia (ciclistes)

## Llista de participants
| Llegenda        | Llegenda | Llegenda              | Llegenda                                                                                         |
| --------------- | --- | --------------------- | ------------------------------------------------------------------------------------------------ |
| #               | Dorsal de sortida que du el ciclista al Tour                                                                | Pos.                  | Posició final a la classificació general                                                         |
| Mallot rosa     | Indica el vencedor de la classificació general                                                              | Mallot de la muntanya | Indica el vencedor de la classificació de la muntanya                                            |
| Mallot violeta  | Indica el vencedor de la classificació per punts                                                            | Mallot blanc          | Indica el vencedor de la classificació dels joves                                                |
| NP              | Indica un ciclista que no ha pres la sortida en una etapa, seguit del número de l'etapa en què s'ha retirat | AB                    | Indica un ciclista que no ha finalitzat una etapa, seguit del número d'etapa en què s'ha retirat |
| HD              | Indica un ciclista que ha finalitzat una etapa fora de control, seguit del número d'etapa                   | EX                    | Corredor exclòs per no respectar el reglament                                                    |
| Campió d'Itàlia | Indica un mallot de campió nacional o mundial, així com l'especialitat                                      | *                     | Indica un corredor que lluita pel mallot blanc                                                   |

| Núm. | Ciclista                | Pos.  |
| ---- | ----------------------- | ----- |
| 1    | Tom Dumoulin (NED)      | 2     |
| 2    | Roy Curvers (NED)       | 128   |
| 3    | Chad Haga (USA)         | 71    |
| 4    | Chris Hamilton (AUS)*   | 103   |
| 5    | Lennard Hofstede (NED)* | 144   |
| 6    | Sam Oomen (NED)*        | 9     |
| 7    | Laurens Ten Dam (NED)   | 35    |
| 8    | Louis Vervaeke (BEL)*   | AB-19 |

| Núm. | Ciclista                 | Pos.  |
| ---- | ------------------------ | ----- |
| 11   | Alexandre Geniez (FRA)   | 11    |
| 12   | François Bidard (FRA)    | 37    |
| 13   | Mickaël Chérel (FRA)     | AB-19 |
| 14   | Nico Denz (GER)*         | 62    |
| 15   | Hubert Dupont (FRA)      | 20    |
| 16   | Quentin Jauregui (FRA)*  | 48    |
| 17   | Matteo Montaguti (ITA)   | 42    |
| 18   | Clément Venturini (FRA)* | 104   |

| Núm. | Ciclista                    | Pos. |
| ---- | --------------------------- | ---- |
| 21   | Francesco Gavazzi (ITA)     | 53   |
| 22   | Davide Ballerini (ITA)*     | 68   |
| 23   | Manuel Belletti (ITA)       | 123  |
| 24   | Mattia Cattaneo (ITA)       | 33   |
| 25   | Marco Frapporti (ITA)       | 119  |
| 26   | Fausto Masnada (ITA)*       | 26   |
| 27   | Rodolfo Andrés Torres (COL) | 59   |
| 28   | Andrea Vendrame (ITA)*      | 90   |

| Núm. | Ciclista                    | Pos.  |
| ---- | --------------------------- | ----- |
| 31   | Miguel Ángel López (COL)*   | 3     |
| 32   | Pello Bilbao (ESP)          | 6     |
| 33   | Jan Hirt (CZE)              | 46    |
| 34   | Tanel Kangert (EST)         | NP-13 |
| 35   | Alexey Lutsenko (KAZ)       | 87    |
| 36   | Luis León Sánchez Gil (ESP) | 25    |
| 37   | Davide Villella (ITA)       | 70    |
| 38   | Andrey Zeits (KAZ)          | 67    |

| Núm. | Ciclista                  | Pos. |
| ---- | ------------------------- | ---- |
| 41   | Domenico Pozzovivo (ITA)  | 5    |
| 42   | Manuele Boaro (ITA)       | 75   |
| 43   | Niccolo Bonifazio (ITA)*  | 113  |
| 44   | Matej Mohorič (SLO)*      | 30   |
| 45   | Antonio Nibali (ITA)      | 100  |
| 46   | Domen Novak (SLO)*        | 101  |
| 47   | Kanstantsin Siutsou (BLR) | NP-1 |
| 48   | Giovanni Visconti (ITA)   | 38   |

| Núm. | Ciclista                 | Pos.  |
| ---- | ------------------------ | ----- |
| 51   | Giulio Ciccone (ITA)*    | 40    |
| 52   | Simone Andreetta (ITA)*  | 125   |
| 53   | Enrico Barbin (ITA)      | 94    |
| 54   | Andrea Guardini (ITA)    | AB-4  |
| 55   | Mirco Maestri (ITA)      | AB-19 |
| 56   | Manuel Senni (ITA)       | AB-15 |
| 57   | Paolo Simion (ITA)       | 145   |
| 58   | Alessandro Tonelli (ITA) | NP-15 |

| Núm. | Ciclista                   | Pos.  |
| ---- | -------------------------- | ----- |
| 61   | Rohan Dennis (AUS)         | 16    |
| 62   | Alessandro De Marchi (ITA) | 65    |
| 63   | Jean-Pierre Drucker (LUX)  | 118   |
| 64   | Kilian Frankiny (SUI)*     | 43    |
| 65   | Nicolas Roche (IRL)        | AB-15 |
| 66   | Jurgen Roelandts (BEL)     | 124   |
| 67   | Francisco Ventoso (ESP)    | 89    |
| 68   | Loïc Vliegen (BEL)*        | AB-15 |

| Núm. | Ciclista                    | Pos. |
| ---- | --------------------------- | ---- |
| 71   | Davide Formolo (ITA)        | 10   |
| 72   | Cesare Benedetti (ITA)      | 108  |
| 73   | Sam Bennett (IRL)           | 112  |
| 74   | Felix Grossschartner (AUT)* | 27   |
| 75   | Patrick Konrad (AUT)        | 7    |
| 76   | Christoph Pfingsten (GER)   | 58   |
| 77   | Rüdiger Selig (GER)         | NP-6 |
| 78   | Andreas Schillinger (GER)   | 139  |

| Núm. | Ciclista                    | Pos.  |
| ---- | --------------------------- | ----- |
| 81   | Thibaut Pinot (FRA)         | NP-21 |
| 82   | William Bonnet (FRA)        | AB-19 |
| 83   | Matthieu Ladagnous (FRA)    | AB-21 |
| 84   | Steve Morabito (SUI)        | 79    |
| 85   | Georg Preidler (AUT)        | 29    |
| 86   | Sebastien Reichenbach (SUI) | 22    |
| 87   | Anthony Roux (FRA)          | 76    |
| 88   | Jérémy Roy (FRA)            | 109   |

| Núm. | Ciclista                | Pos. |
| ---- | ----------------------- | ---- |
| 91   | Ben Hermans (BEL)       | 45   |
| 92   | Guillaume Boivin (CAN)  | 117  |
| 93   | Zakkari Dempster (AUS)  | 126  |
| 94   | Krists Neilands (LAT)*  | 73   |
| 95   | Guy Niv (ISR)*          | AB-5 |
| 96   | Rubén Plaza (ESP)       | 47   |
| 97   | Kristian Sbaragli (ITA) | 111  |
| 98   | Guy Sagiv (ISR)*        | 141  |

| Núm. | Ciclista                 | Pos.  |
| ---- | ------------------------ | ----- |
| 101  | Tim Wellens (BEL)        | NP-14 |
| 102  | Sander Armée (BEL)       | 57    |
| 103  | Lars Ytting Bak (DEN)    | 106   |
| 104  | Victor Campenaerts (BEL) | NP-17 |
| 105  | Jens Debusschere (BEL)   | 136   |
| 106  | Frederik Frison (BEL)    | 142   |
| 107  | Adam Hansen (AUS)        | 60    |
| 108  | Tosh Van Der Sande (BEL) | AB-17 |

| Núm. | Ciclista                      | Pos. |
| ---- | ----------------------------- | ---- |
| 111  | Esteban Chaves Rubio (COL)    | 72   |
| 112  | Sam Bewley (NZL)              | 130  |
| 113  | Jack Haig (AUS)*              | 36   |
| 114  | Christopher Juul-Jensen (DEN) | 74   |
| 115  | Roman Kreuziger (CZE)         | 55   |
| 116  | Mikel Nieve (ESP)             | 17   |
| 117  | Svein Tuft (CAN)              | 147  |
| 118  | Simon Yates (GBR)             | 21   |

| Núm. | Ciclista                          | Pos.  |
| ---- | --------------------------------- | ----- |
| 121  | Carlos Betancur (COL)             | 15    |
| 122  | Richard Carapaz (ECU)*            | 4     |
| 123  | Víctor de la Parte González (ESP) | 39    |
| 124  | Rubén Fernández (ESP)             | 85    |
| 125  | Antonio Pedrero (ESP)             | 92    |
| 126  | Dayer Quintana (COL)              | 82    |
| 127  | Eduardo Sepúlveda (ARG)           | 96    |
| 128  | Rafael Valls (ESP)                | AB-10 |

| Núm. | Ciclista                     | Pos. |
| ---- | ---------------------------- | ---- |
| 131  | Elia Viviani (ITA)           | 132  |
| 132  | Eros Capecchi (ITA)          | 49   |
| 133  | Rémi Cavagna (FRA)*          | 115  |
| 134  | Michael Mørkøv (DEN)         | 107  |
| 135  | Fabio Sabatini (ITA)         | 129  |
| 136  | Maximilian Schachmann (GER)* | 31   |
| 137  | Florian Sénéchal (FRA)*      | 135  |
| 138  | Zdenek Stybar (CZE)          | 80   |

| Núm. | Ciclista                         | Pos.  |
| ---- | -------------------------------- | ----- |
| 141  | Louis Meintjes (RSA)             | NP-17 |
| 142  | Igor Antón Hernández (ESP)       | AB-15 |
| 143  | Natnael Berhane (ERI)            | 83    |
| 144  | Ryan Gibbons (RSA)*              | 84    |
| 145  | Benjamin King (USA)              | 44    |
| 146  | Ben O'Connor (AUS)*              | AB-19 |
| 147  | Jacques Janse Van Rensburg (RSA) | 78    |
| 148  | Jaco Venter (RSA)                | 95    |

| Núm. | Ciclista               | Pos.  |
| ---- | ---------------------- | ----- |
| 151  | Michael Woods (CAN)    | 19    |
| 152  | Hugh Carthy (GBR)*     | 77    |
| 153  | Mitchell Docker (AUS)  | 131   |
| 154  | Joe Dombrowski (USA)   | 63    |
| 155  | Sacha Modolo (ITA)     | 88    |
| 156  | Thomas Scully (NZL)    | NP-14 |
| 157  | Tom Van Asbroeck (BEL) | 133   |
| 158  | Nathan Brown (USA)     | 52    |

| Núm. | Ciclista                   | Pos. |
| ---- | -------------------------- | ---- |
| 161  | Maxim Belkov (RUS)         | 127  |
| 162  | Alex Dowsett (GBR)         | 120  |
| 163  | José Gonçalves (POR)       | 14   |
| 164  | Viacheslav Kuznetsov (RUS) | 105  |
| 165  | Maurits Lammertink (NED)   | 41   |
| 166  | Tony Martin (GER)          | 110  |
| 167  | Baptiste Planckaert (BEL)  | 116  |
| 168  | Mads Würtz Schmidt (DEN)*  | 81   |

| Núm. | Ciclista                | Pos. |
| ---- | ----------------------- | ---- |
| 171  | Enrico Battaglin (ITA)  | 34   |
| 172  | George Bennett (NZL)    | 8    |
| 173  | Koen Bouwman (NED)*     | 50   |
| 174  | Jos Van Emden (NED)     | 99   |
| 175  | Robert Gesink (NED)     | 23   |
| 176  | Gijs Van Hoecke (BEL)   | 122  |
| 177  | Bert-Jan Lindeman (NED) | 114  |
| 178  | Danny van Poppel (NED)* | 121  |

| Núm. | Ciclista                         | Pos.  |
| ---- | -------------------------------- | ----- |
| 181  | Christopher Froome (GBR)         | 1     |
| 182  | David de la Cruz Melgarejo (CAT) | 56    |
| 183  | Kenny Elissonde (FRA)            | 51    |
| 184  | Sergio Luis Henao (COL)          | 13    |
| 185  | Vasil Kiryienka (BLR)            | AB-19 |
| 186  | Christian Knees (GER)            | 91    |
| 187  | Wout Poels (NED)                 | 12    |
| 188  | Salvatore Puccio (ITA)           | 64    |

| No. | Rider                    | Pos. |
| --- | ------------------------ | ---- |
| 191 | Gianluca Brambilla (ITA) | 18   |
| 192 | Laurent Didier (LUX)     | 97   |
| 193 | Niklas Eg (DEN)*         | 93   |
| 194 | Markel Irizar (ESP)      | 134  |
| 195 | Ryan Mullen (IRL)*       | 138  |
| 196 | Jarlinson Pantano (COL)  | 54   |
| 197 | Boy van Poppel (NED)     | 135  |
| 198 | Mads Pedersen (DEN)*     | 140  |

| Núm. | Ciclista                          | Pos.  |
| ---- | --------------------------------- | ----- |
| 201  | Fabio Aru (ITA)                   | AB-19 |
| 202  | John Darwin Atapuma Hurtado (COL) | 61    |
| 203  | Valerio Conti (ITA)*              | 24    |
| 204  | Vegard Stake Laengen (NOR)        | 102   |
| 205  | Marco Marcato (ITA)               | 69    |
| 206  | Manuele Mori (ITA)                | 66    |
| 207  | Jan Polanc (SLO)                  | 32    |
| 208  | Diego Ulissi (ITA)                | 28    |

| Núm. | Ciclista              | Pos. |
| ---- | --------------------- | ---- |
| 211  | Jakub Mareczko (ITA)* | AB-9 |
| 212  | Liam Bertazzo (ITA)   | 143  |
| 213  | Marco Coledan (ITA)   | 146  |
| 214  | Giuseppe Fonzi (ITA)  | 149  |
| 215  | Jacopo Mosca (ITA)*   | 98   |
| 216  | Alex Turrin (ITA)     | 86   |
| 217  | Edoardo Zardini (ITA) | NP-7 |
| 218  | Eugert Zhupa (ALB)    | 148  |